# シャボン玉 (絵画)
『シャボン玉』（シャボンだま、英: Bubbles）は、イギリスの画家ジョン・エヴァレット・ミレーが1885年から1886年にかけて描いた絵画。ファンシー・ピクチャーの1つ。

## 概要
モデルは、ミレーの孫のウィリアム・ジェイムズ (en:William James (Royal Navy admiral)) であり、当時4歳くらいであった。本作は当初、ミレーによって “A Child’s World” というタイトルがつけられ、1886年にグローブナー・ギャラリーに展示された。ミレーは、後年になってタイトルを『シャボン玉』に変更した。

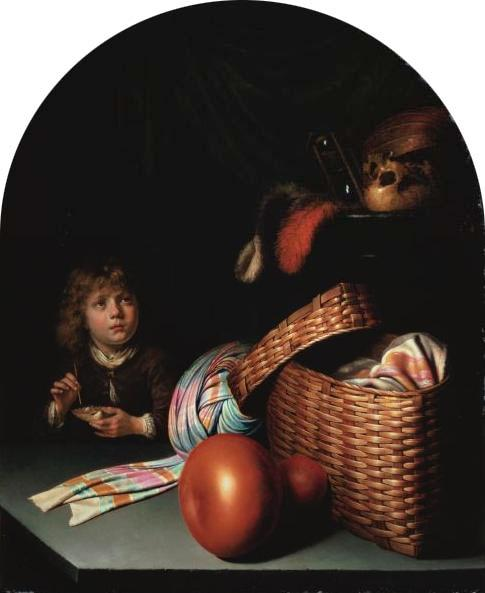
ヘラルト・ドウ『シャボン玉を吹く少年と静物』

A&F ペアーズ社の取締役、トーマス・J・バラット (en:Thomas J. Barratt) によって、本作の版権が買収され、少年の足もとに石鹸が描き加えられ、ペアーズ・ソープ (en:Pears (soap)) の広告に用いられた。1887年には、新聞社のディレクターであるイングラム (en:Sir William Ingram, 1st Baronet) によって、『イラストレイテッド・ロンドン・ニュース』のクリスマス号の付録に多色刷りで掲載されている。
1914年にイギリスの石鹸会社、リーバ・ブラザーズ社がA&F ペアーズ社を買収し、1930年にリーバ・ブラザーズ社とオランダのマーガリン製造会社、マルガリーネ・ユニ社が合併し、ユニリーバ社が設立された。このため現在、本作は、ユニリーバ社が所有している。ユニリーバ社は、ポート・サンライトのレディ・リーヴァー美術館に長期間の貸し出しを行っている。

## 作品

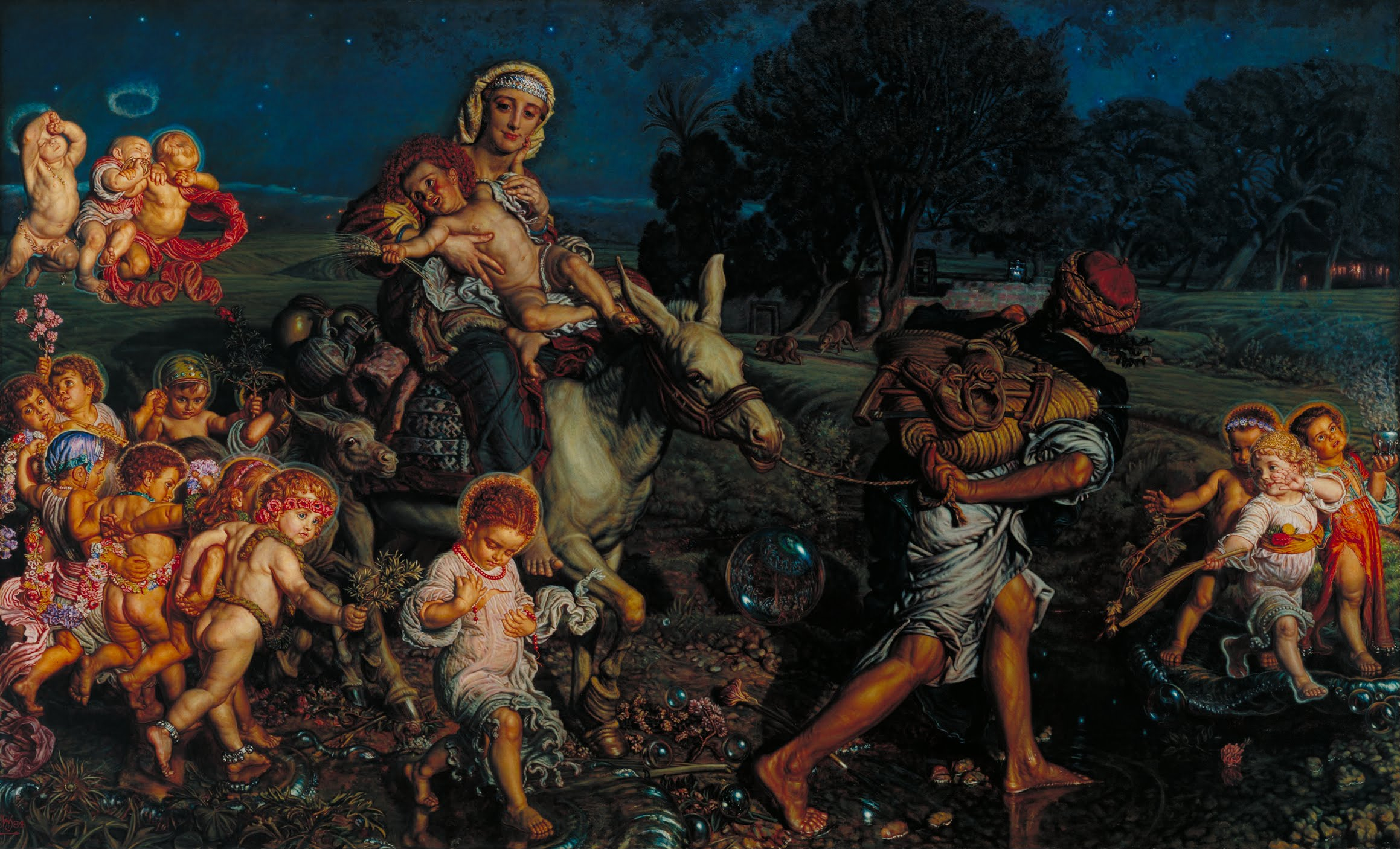
ウィリアム・ホルマン・ハント『無垢なる者の勝利』

巻き毛のブロンドの少年が、納屋の中で木切れの上に座っている。彼は、シャボン玉を作って遊んでおり、飛んだシャボンの玉を見上げている。少年は、100年以上も前に流行った服を身につけている。このシャボン玉の他に、画面の奥に描かれた、植木鉢で育っている植物は、生が儚いことや美が移ろいやすいことを象徴しており、手前に描かれている、割れた鉢は、死が避けられないことを象徴している。
本作は、オランダ画家、ヘラルト・ドウによるヴァニタス画『シャボン玉を吹く少年と静物』の影響を受けており、ミレーは当初、ヴァニタス画を描くつもりであったとされる。
法政大学教授の荒川裕子は、ウィリアム・ホルマン・ハントが1883年から1884年にかけて製作した『無垢なる者の勝利』 (The Triumph of the Innocents) に描かれた泡に、直接のヒントを得てシャボン玉が描かれた可能性を示唆している。